# Casper Star-Tribune
Le Casper Star-Tribune est un quotidien en anglais diffusé dans le centre et l'est du Wyoming aux États-Unis. Il s'agit du journal à la plus grande diffusion de l'État,.

## Histoire
Le premier numéro du journal — alors appelé Natrona Tribune — est publié le 17 juin 1891 à Casper. Il est renommé Natrona County Tribune en 1897. En 1916, le propriétaire du journal lance un quotidien Casper Daily Tribune tandis que le Natrona County Tribune poursuit son tirage hebdomadaire. Le Casper Daily Tribune devient rapidement le journal le plus lu de l'État.
Le Casper Morning Star est lancé en 1949 et racheté par les propriétaires du Casper Daily Tribune. En 1961, Wyoming Publishers Inc. rachète les journaux et l'édition quotidienne est renommée Casper Tribune tandis que l'édition du dimanche porte le nom de Casper Star-Tribune. En 2002, le groupe Lee Enterprises (en) acquiert le journal. En 1965, les deux éditions adoptent le nom Casper Star-Tribune.
En juillet 2018, le journal ferme ses ateliers d'impression qu'il sous-traite désormais à l'Adams Publishing Group dans la ville de Cheyenne. Pour la première fois de son histoire, il n'est plus imprimé à Casper,.